# Лі Соль Чжу
Лі Соль Чжу (кор. 리설주, 李雪主, народилася між 1985 і 1989 роком, Чхонджін, Хамгьон-Пукто, КНДР) — дружина лідера КНДР Кім Чен Ина, перша леді Північної Кореї. Вперше про їхні узаконені відносини засоби масової інформації КНДР повідомили 25 липня 2012 року. Подружжя стало з'являтися на публіці за кілька тижнів до цього.

## Біографія
Лі Соль Чжу — випускниця Університету імені Кім Ір Сена в Пхеньяні. Її батько — викладач, мати — лікар.
Вона відвідувала Південну Корею в 2005 році в складі групи підтримки північнокорейської делегації під час Чемпіонату Азії з легкої атлетики в Інчхоні.
Вважається, що Кім Чен Ин узаконив з нею відносини в 2009 році. За відомостями з ЗМІ, восени-взимку 2010 року або взимку 2011 року вона народила дитину, на появі якої наполягав її свекор Кім Чен Ір; друга дитина у неї народилася наприкінці грудня 2012 року, дитину назвали Чжу Е.

## Публічна активність
Вперше про неї, як дружину Кім Чен Ина, засоби масової інформації КНДР повідомили 25 серпня 2012 року, хоча подружжя стало з'являтися на публіці за кілька тижнів до цього. Потім Лі Соль Чжу стала регулярно згадуватися в матеріалах центрального друкованого органу Трудової партії Кореї «Нодон сінмун», присвячених участі її чоловіка в різних офіційних заходах. При цьому статті були проілюстровані фотографіями, на яких подружжя було зображене поруч. Весілля відбулося за рік до цього.

## Вплив на Кім Чен Ина
На думку низки спостерігачів, під впливом дружини Кім Чен Ин зробив деякі послаблення у вимогах, пропонованих до зовнішнього вигляду жінок Північної Кореї: тепер їм дозволено носити брючні костюми і джинси, чорні колготки, туфлі на платформі і каблуках; також скасована заборона на поїздок жінок на велосипеді.